# Grönländische Fußballmeisterschaft 1998
Die Grönländische Fußballmeisterschaft 1998 war die 36. Spielzeit der Grönländischen Fußballmeisterschaft.
Meister wurde zum siebten Mal K-33 Qaqortoq, der damit alleiniger grönländischer Rekordmeister wurde.

## Teilnehmer
Folgende Mannschaften nahmen an der Meisterschaft teil. Teilnehmer der Schlussrunde sind fett.
- K'ingmeĸ-45 Upernavik
- FC Malamuk Uummannaq
- UB-68 Uummannaq
- Ukaleq-55 Qaarsut
- N-48 Ilulissat
- Kugsak-45 Qasigiannguit
- SAK Sisimiut
- Aĸigssiaĸ Maniitsoq
- Kâgssagssuk Maniitsoq
- B-67 Nuuk
- NÛK
- N-85 Narsaq
- K-33 Qaqortoq
- ATA Tasiilaq

## Modus
Der Modus ist etwas unklar. Aus der Vorrunde ist nur eine Partie überliefert. Von der anschließenden Zwischenrunde sind nur zwei von vermutlich vier Gruppen bekannt. Anschließend qualifizierten sich wieder acht Mannschaften für die Schlussrunde, die in zwei Vierergruppen mit anschließender K.-o.-Runde ausgetragen wurde.

## Ergebnisse

### Vorrunde
Es ist bekannt, dass K-33 Qaqortoq gegen NÛK mit 4:2 gewann. Beide Mannschaften qualifizierten sich jedoch für den Rest des Turniers und trafen im Finale wieder aufeinander.

### Zwischenrunde

#### Nordgrönland
Alle Spiele fanden in Uummannaq statt.
| Pl. | Verein                | Sp. | S | U | N | Tore    | Diff. | Punkte |
| --- | --------------------- | --- | - | - | - | ------- | ----- | ------ |
| 1.  | UB-68 Uummannaq       | 3   | 2 | 1 | 0 | 009:500 | +4    | 07     |
| 2.  | FC Malamuk Uummannaq  | 3   | 2 | 0 | 1 | 009:400 | +5    | 06     |
| 3.  | Ukaleq-55 Qaarsut     | 3   | 1 | 1 | 1 | 008:700 | +1    | 04     |
| 4.  | K'ingmeĸ-45 Upernavik | 3   | 0 | 0 | 3 | 005:150 | −10   | 0      |

|                      | Ergebnis |                       |
| -------------------- | -------- | --------------------- |
| Ukaleq-55 Qaarsut    | 1:3      | FC Malamuk Uummannaq  |
| UB-68 Uummannaq      | 5:2      | K'ingmeĸ-45 Upernavik |
| UB-68 Uummannaq      | 2:2      | Ukaleq-55 Qaarsut     |
| FC Malamuk Uummannaq | 5:1      | K'ingmeĸ-45 Upernavik |
| Ukaleq-55 Qaarsut    | 5:2      | K'ingmeĸ-45 Upernavik |
| UB-68 Uummannaq      | 2:1      | FC Malamuk Uummannaq  |

#### Mittelgrönland
| Pl. | Verein                | Sp. | S | U | N | Tore    | Diff. | Punkte |
| --- | --------------------- | --- | - | - | - | ------- | ----- | ------ |
| 1.  | ATA Tasiilaq          | 5   | 5 | 0 | 0 | 029:900 | +20   | 15     |
| 2.  | NÛK                   | 5   | 4 | 0 | 1 | 023:100 | +13   | 12     |
| 3.  | B-67 Nuuk             | 5   | 3 | 0 | 2 | 024:120 | +12   | 09     |
| 4.  | Kâgssagssuk Maniitsoq | 5   | 1 | 1 | 3 | 012:140 | −2    | 04     |
| 5.  | SAK Sisimiut          | 5   | 1 | 1 | 3 | 013:190 | −6    | 04     |
| 6.  | Aĸigssiaĸ Maniitsoq   | 5   | 0 | 0 | 5 | 008:450 | −37   | 0      |

|                       | Ergebnis |                       |
| --------------------- | -------- | --------------------- |
| Aĸigssiaĸ Maniitsoq   | 1:6      | SAK Sisimiut          |
| Kâgssagssuk Maniitsoq | 1:2      | B-67 Nuuk             |
| Kâgssagssuk Maniitsoq | 5:1      | Aĸigssiaĸ Maniitsoq   |
| SAK Sisimiut          | 4:6      | NÛK                   |
| B-67 Nuuk             | 2:6      | ATA Tasiilaq          |
| Kâgssagssuk Maniitsoq | 3:4      | ATA Tasiilaq          |
| Aĸigssiaĸ Maniitsoq   | 1:9      | NÛK                   |
| B-67 Nuuk             | 4:0      | SAK Sisimiut          |
| Kâgssagssuk Maniitsoq | 2:2      | SAK Sisimiut          |
| ATA Tasiilaq          | 10:20    | Aĸigssiaĸ Maniitsoq   |
| B-67 Nuuk             | 1:2      | NÛK                   |
| ATA Tasiilaq          | 6:1      | SAK Sisimiut          |
| NÛK                   | 5:1      | Kâgssagssuk Maniitsoq |
| B-67 Nuuk             | 15:30    | Aĸigssiaĸ Maniitsoq   |
| NÛK                   | 1:3      | ATA Tasiilaq          |

### Schlussrunde
Gruppe A
Alle Spiele fanden in Qaqortoq statt.

#### Vorrunde
| Pl. | Verein        | Sp. | S | U | N | Tore    | Diff. | Punkte |
| --- | ------------- | --- | - | - | - | ------- | ----- | ------ |
| 1.  | K-33 Qaqortoq | 3   | 3 | 0 | 0 | 011:500 | +6    | 09     |
| 2.  | NÛK           | 3   | 2 | 0 | 1 | 008:800 | ±0    | 06     |
| 3.  | B-67 Nuuk     | 3   | 1 | 0 | 2 | 010:800 | +2    | 03     |
| 4.  | ATA Tasiilaq  | 3   | 0 | 0 | 3 | 006:140 | −8    | 0      |

| Datum           |               | Ergebnis |              |
| --------------- | ------------- | -------- | ------------ |
| 20. August 1998 | K-33 Qaqortoq | 4:2      | NÛK          |
| 20. August 1998 | B-67 Nuuk     | 7:2      | ATA Tasiilaq |
| 21. August 1998 | K-33 Qaqortoq | 4:2      | ATA Tasiilaq |
| 21. August 1998 | NÛK           | 3:2      | B-67 Nuuk    |
| 22. August 1998 | NÛK           | 3:2      | ATA Tasiilaq |
| 22. August 1998 | K-33 Qaqortoq | 3:1      | B-67 Nuuk    |

Gruppe B
| Pl. | Verein                  | Sp. | S | U | N | Tore    | Diff. | Punkte |
| --- | ----------------------- | --- | - | - | - | ------- | ----- | ------ |
| 1.  | N-85 Narsaq             | 3   | 2 | 1 | 0 | 011:400 | +7    | 07     |
| 2.  | Kugsak-45 Qasigiannguit | 3   | 2 | 0 | 1 | 009:300 | +6    | 06     |
| 3.  | N-48 Ilulissat          | 3   | 1 | 1 | 1 | 010:400 | +6    | 04     |
| 4.  | UB-68 Uummannaq         | 3   | 0 | 0 | 3 | 000:190 | −19   | 0      |

| Datum           |                         | Ergebnis |                         |
| --------------- | ----------------------- | -------- | ----------------------- |
| 20. August 1998 | N-85 Narsaq             | 2:2      | N-48 Ilulissat          |
| 20. August 1998 | Kugsak-45 Qasigiannguit | 5:0      | UB-68 Uummannaq         |
| 21. August 1998 | N-85 Narsaq             | 6:0      | UB-68 Uummannaq         |
| 21. August 1998 | Kugsak-45 Qasigiannguit | 2:0      | N-48 Ilulissat          |
| 22. August 1998 | N-85 Narsaq             | 3:2      | Kugsak-45 Qasigiannguit |
| 22. August 1998 | N-48 Ilulissat          | 8:0      | UB-68 Uummannaq         |

#### Platzierungsspiele
Halbfinale
| Datum           |               | Ergebnis |                         | Ort      |
| --------------- | ------------- | -------- | ----------------------- | -------- |
| 23. August 1998 | K-33 Qaqortoq | 4:3      | Kugsak-45 Qasigiannguit | Qaqortoq |
| 23. August 1998 | N-85 Narsaq   | 1:2      | NÛK                     | Qaqortoq |

Spiel um Platz 7
| Datum           |              | Ergebnis |                 | Ort      |
| --------------- | ------------ | -------- | --------------- | -------- |
| 24. August 1998 | ATA Tasiilaq | 2:5      | UB-68 Uummannaq | Qaqortoq |

Spiel um Platz 5
| Datum           |           | Ergebnis |                | Ort      |
| --------------- | --------- | -------- | -------------- | -------- |
| 24. August 1998 | B-67 Nuuk | 4:1      | N-48 Ilulissat | Qaqortoq |

Spiel um Platz 3
| Datum           |             | Ergebnis  |                         | Ort      |
| --------------- | ----------- | --------- | ----------------------- | -------- |
| 25. August 1998 | N-85 Narsaq | 5:3 n. V. | Kugsak-45 Qasigiannguit | Qaqortoq |

Finale
| Datum           |               | Ergebnis  |     | Ort      |
| --------------- | ------------- | --------- | --- | -------- |
| 25. August 1998 | K-33 Qaqortoq | 1:0 (1:0) | NÛK | Qaqortoq |